# La Trinitat
La Trinitat is een gemeente in het Franse departement Cantal (regio Auvergne-Rhône-Alpes) en telt 43 inwoners (2009). De plaats maakt deel uit van het arrondissement Saint-Flour.

## Geografie
De oppervlakte van La Trinitat bedraagt 15,8 km², de bevolkingsdichtheid is dus 2,7 inwoners per km².
De onderstaande kaart toont de ligging van La Trinitat met de belangrijkste infrastructuur en aangrenzende gemeenten.

## Demografie
Onderstaande figuur toont het verloop van het inwonertal (bron: INSEE-tellingen).

Vanwege een beveiligingsprobleem met de MediaWiki Graph-software is het momenteel niet mogelijk deze grafiek weer te geven. Zodra de software is bijgewerkt zal de grafiek vanzelf weer zichtbaar worden.